# Sand Hill (Canada)
Sand Hill is een verlaten nederzetting in de Canadese provincie Newfoundland en Labrador. De kustplaats bevindt zich in het uiterste oosten van de regio Labrador, aan de monding van de Sand Hill River.

## Toponymie
De kleine nederzetting stond historisch gezien bekend onder verschillende schrijfwijzen en namen, waaronder enerzijds Sandhill, Sandy Hill en Sandy Hills en anderzijds Sand Hill Bay, Sandhill Bay en Sandy Hill Bay.

## Geschiedenis
De nederzetting duikt voor het eerst op in een volkstelling in het jaar 1856, toen er zes mensen woonden. In 1863 was het de winterverblijfplaats voor John Burdett en John Elson en hun huishouden, terwijl zij 's zomers in Indian Tickle verbleven. In 1873 opende er een kleine handelspost van de Hudson's Bay Company.
In de jaren 1880 woonden er mensen met de namen Burdett, Elson en Randell en er kwam later ook een familie Holwell uit Spotted Island te Sand Hill wonen. De permanente bevolking van de plaats piekte in 1891 op 20 inwoners, waarop er een kleine school gebouwd werd.
Sand Hill deed voornamelijk dienst als vissersnederzetting. Er ontwikkelde zich een paar kilometer landinwaarts een bij Sand Hill horende winternederzetting, aan de oevers van de Northwest Tributary. De inwoners visten daar op zalmen en waren in de hoofdnederzetting aan zee actief in de kabeljauwvisserij. De permanente bevolking schommelde in de eerste helft van de 20e eeuw steeds rond zo'n tien à vijftien personen.
Vanaf de jaren 1940 vertrokken verschillende mensen definitief uit de vissersnederzetting, onder andere naar Goose Bay vanwege de werkgelegenheid ginds. In 1956 hield Sand Hill op te bestaan als permanent bewoonde plaats in het kader van het provinciale hervestigingsbeleid. Er woonden op dat moment nog drie gezinnen. In 1965 was de plaats enkel nog in gebruik als niet-permanent bewoonde uitvalsbasis van twee vissersgezinnen.
Decennia na de hervestiging zijn een aantal woningen te Sand Hill in de zomermaanden nog steeds nu en dan in gebruik door vissers uit Cartwright. Zeker tot in de jaren 90 waren dit nog steeds telgen van de historisch met de plaats verbonden familie Burdett.

## Geografie
Sand Hill is gelegen aan de zuidelijke zijde van de Sand Hill Cove. Dat is een baai van de Labradorzee die historisch ook wel bekendstond als de Sand Hill Bay. Vlak bij de nederzetting ligt een zanderige heuvel, waaraan ze haar naam dankt. De plaats ligt net voorbij de monding van de gelijknamige Sand Hill River, op zo'n 7 km ten westen van de istmus van het schiereiland Musgrave Land.
De plaats ligt in een afgelegen gebied op 23 km ten westen van Indian Tickle en 27 km ten zuidoosten van Table Bay, twee nederzettingen die eveneens verlaten zijn.